# Рожни (Броварський район)
Рожни́ — село в Україні, у Броварському районі Київської області. Входить до Зазимської сільської територіальної громади. Орган місцевого самоврядування — Зазимська сільська рада. Населення становить 1208 осіб.

## Географія
Через село проходить магістраль Київ-Остер, відстань від автомагістралі Київ-Москва — 12 км. Залізнична станція Бровари — за 25 км, відстань до аеропорту Бориспіль — 45 км. Відстань від районного центру м. Бровари — 25 км, від м. Києва — 36. Село розташоване на лівому березі річки Десна.

## Населення

### Мова
Розподіл населення за рідною мовою за даними перепису 2001 року:
| Мова            | Кількість | Відсоток |
| --------------- | --------- | -------- |
| українська      | 1165      | 96.44%   |
| російська       | 41        | 3.40%    |
| білоруська      | 1         | 0.08%    |
| інші/не вказали | 1         | 0.08%    |
| Усього          | 1208      | 100%     |

## Історія
Село Рожни засноване в 1240-х роках. Його територія становить 1075,2 га, територія сільської ради — 8114,2 га. Ґрунти супіщані. На окраїні села знаходиться ліс, запаси торфу, піску.

### Історія села:
Великий литовський князь Ольгерд Ще в 1362 р. передав Рожни та їхні околиці князю Юрію Твантичу Половцю, який пізніше прийняв ім'я князя Рожиновського. Це перша згадка про населений пункт на Броварщині після татарської навали 1240 р. Як видно із сказаного, Рожни досить швидко піднялися після татарського розгрому поселення, яке було тут ще в часи Київської Русі. Традиційно цьому поселенню відповідає назва сільського кутка — Старе село, або Старі Рожни. Старе село знаходилося ближче до Комарівки (Пухівки), недалеко від річки Полянки. За місцевим переказом, на берегах річки Полянки жили поляни. Це чи не єдине нелітописне свідчення про полянське плем'я, що збереглося в народній пам'яті з глибини віків. Це слід трипільсько-полянського анклаву в Подесенні серед сіверського племені. Така обставина і сприяла закріпленню в топоніміці характерної назви — Полянка.
Назва вулиці Городньої дотично свідчить, що Старе село було градом Київської Русі.
Князь Половець-Рожиновський був родом зі Сквири і мав дідичні землі між Сквирою і Фастовом. У сусідньому Ружині мали свої володіння князі Ружинські, і прийняття Половцем імені Рожиновський мало якийсь незрозумілий нам зміст. Схожість прізвищ двох княжих родів часто вносить плутанину при дослідженнях.
Деякі факти свідчать, що в Рожни князь Юрій переїхав зі своєю челяддю. Він за походженням половець, і його челядь також була половецького походження. Рожнівські прізвища Мехед, Кабиш, Хавро мають східне звучання.
Князь Юрій був потомком половецького хана Тугорхана, що жив і помер у наших краях (Труханів острів), якого часто згадують літописи і билини. Сквирськими землями володів його син Кариман, потім внук Роман, нарешті Іван і Юрій. А Юрій мав сина Михайла, якому було дано підтвердження на володіння землями від Десни по Остер і Удай. Підтвердження дано за те що, "предок Михайла Юрійовича прилучився до нашого предка, кріпко віру нашу держав і ворогів воював".
Михайло мав сина Яцька і дочку Катерину. Яцько помер у 1536 р. Як православного, його поховано у Михайлівському Золотоверхому монастирі. А своє добро він заповів Іванові Немиричу, своєму родичеві по сестрі.
Після 30-літнього правління князя Юрія, Рожни і околиці переходять у володіння князя Дмитра (Мітка) Сокири. Свідчень, що князь Дмитро проживав у Рожнах, немає. Він вірно служив Литовській державі і проводив увесь час у військових походах Вітовта. Після смерті Мітка Сокири, Рожни і навколишні землі переходять до володіння волинсько-руських князів - Звягельських. 
Після татарської навали Менглі-Гірея власник Рожнів змінюється. За рішенням королівського суду, Рожни, як дідичні землі, одержує в 1490 р. бездітна княжна Марія-Трабська, дочка князя Дмитра Сокири. На ті часи Рожни — типове європейське феодальне володіння з княжим замком-городищем. Марія Трабська передає за заповітом свої землі своєму племіннику з відомого литовського роду Гаштовтів.
Та початки Рожнів значно давніші, ніж перші письмові згадки про них. На рожнівських землях (урочище Бакай, Половецькі горби) в різний час знаходили кам'яні сокири, давні вироби з кості, наконечники стріл, залізні списи.
Рожнівське поселення таке давнє, що походження його назви губиться в глибині століть. Тому й виникли версії цієї назви. За найбільш поширеною версією, Рожни — це ріг, мис річкового берега. Сюди втікали ченці Києво-Печерської лаври. Недарма була приказка: "Втекли за Ріг, не знайдеш їх". Але ця версія більш підходить до Рожівки чи городища на Половецьких горбах, бо самі Рожни розташовані далеко від річкового берега посеред широкої заплави Десни.
За іншим переказом, як стверджують рожнівські жителі, "тут люди жили в ярах, як у чорта на рогах."
У сусідніх Свиноїдах кажуть, нібито місцеві жителі билися за землю рожнами (кілками), звідси й назва села. Тут правдивий лише мотив рожнівсько-свиноїдських суперечок за землю.
Найбільш вірогідною видається версія походження назви від місцевого топоніма Ріг, що означає острів. Острів на заплаві Десни, серед води, виглядає, як ріг. У районі Літочок — Крехаєва такі заплавні острови називають рогами (урочище Євминський Ріг). Село в долині Десни, на островах, і було названо Рожнами. Цікаво, що жителів іншого села в заплаві Десни — Крехаєва — дражнять рогалями. 
На високому корінному березі-терасі заплави Десни розташоване княже городище. Ці горби і нині називають або Половецькими,, або Княжими, або Юрасевими. Саме тут і була резиденція князя Юрія Івантича Половця. У народній топоніміці зберігся образ історичної особи, навіть народна форма імені князя — Юрась.
Княже городище як поселення зникло в 17 ст. Саме в цей час виникли Старі і Нові Рожни. Маємо цілий конгломерат поселень на рожнівських землях: городище Рожни, Рожівка, Старі Рожни (Старе село?) і Нові Рожни.
Протягом 1570—1616 рр. події на історичних рожнівських землях пов'язані з іменем Семена Яцьковича Рожновського. Він боярин королівський і землянин землі Київської, "має кріпості на землі і село Рожни", яке є його володінням з 1550 р. Це збігається з часом, коли закінчилося володіння цими землями родини Гаштовтів. Семен же Рожновський називає себе прямим нащадком князя Юрія Половця-Рожиновського. Остерський боярин Семен Рожновський володіє землями від Рожнів до Світильного. Він мав розбійний характер. У той смутний час, Семен і його сини Іван та Юрій роблять часті наїзди на землі київських монастирів, воюють з уніатами, разом з гультяйством беруть участь у повстанні Косинського. Справи Рожновських розглядалися в градських судах Києва, Остра. Завдяки цьому маємо багатий документальний матеріал.
У документах 1602 р. згадується луг Рожновського на Десні, а 1645 р. — острів за Десною, де стояв палац Семена Рожновського."
Після багатьох судових справ Рожни переходять від родини Рожновських до Аксаків. У 1616 р. Аксаки засновують коло Літок Нові Рожни. У польській люстрації 1622 р. згадуються Рожни над Десною (очевидно Старі Рожни), Рожнов Городище, Слобідка (очевидно Нові Рожни). У польській люстрації 1628 р. згадується ще й городище Рожни, розташоване над болотом, де йшов шлях з Києва на Рожни і Димерку."
Опис кордонів села Рожни 1646 р. підтверджує цю тезу: "Спасове болото, потічок на Рубіж, Рубіж, Царів ставок, ліс Хлібовиця, урочища Дьогтярня, Богданівка, Стадниця, нове місце Козелець, урочище Розкочовка"." Надзвичайно цікавою є згадка в документі 1639 р. поряд з Рожнами про давній топонім Україна. Здається, це один з найдавніших топонімів, який був уже в середні віки. Ця назва поля-урочища на берегах річки Полянки перекликається з літописною переяславською Оукраїною.
1624 р. в Рожнах згадується двір королівського писаря Яловецького, відомого своїм конфліктом з родиною Аксаків. У1650 р. помер Стефан Аксак, а незабаром і його брат Михайло. Близько 1650 р. володіння Аксаків переходять до Остафія, батька генерального писаря Івана Виговського. Після поразки Виговського рожнівські маєтності стають церковними володіннями, а ще через сто років відходять до державної казни.
У 1784 р. в Рожнах налічується 52 двори і 170 душ казенних людей.
Як і давні Літки, давні Рожни були чумацьким селом. Чумакування відоме тут з давніх давен, можливо раніше, ніж у Літках, ще за часів князя Половця-Рожиновського. За документальними джерелами 18—19 ст., броварські чумаки їздили по сіль до Криму і Коломиї. Зовсім недавно, з появою залізниць, чумакування не стало.
Повінь 1845 р. зруйнувала і Рожни. Проте у 1858 р. в Рожнах було 82 двори, а вже в 1897 р. — 272 двори і 1200 душ.
У роки революції селяни Рожнів не брали участі в антирадянських повстаннях, як сусідні Зазим'я і Літки. Але пізніше, в 1920—1924 рр., тут, у литовських лісах на околицях села, активно діють озброєні селянські банди. Чисельність їх складала близько 10 чоловік кожна, всі вони були з місцевих жителів. Відомі банди Кримця, Приходька. їхні дії мали як кримінальний, так і виражений антирадянський характер. Приклад Літок і Зазим'я показав безперспективність сільських повстань, і тому застосовувалася стихійна партизансько- бандитська тактика, як і скрізь по Україні того часу. Що змушувало селян іти в банду? Відповідь одна — революційна беззаконність законної радянської влади.
У 30-х рр. село, як і інші села району, пережило розкуркулення, колективізацію і голодомор.
Війна 1941 — 1945 рр. вписала в історію села імена трьох Героїв Радянського Союзу: С.Ф. Ячника — одного з трьох братів "сім'ї лейтенантів"; та В.Г. Колесника — уродженців села. Імені Колесника чомусь немє у виданій у 1983 р. "Книзі пам'яті". У братській могилі села поховано Героя Радянського Союзу А.Р. Лазенка.
Після війни в Рожнах працювало велике торфопідприємство: на деснянському старорічищі добували торф на паливо і добриво. До початку суцільної хімізації торф був основним органічним добривом, яке вивозили на поля, — і все росло, і все родило.
Родові прізвища села — Боровик, Довготько, Мехед, Хавро, Кабиш, Кримець, Толочко, Ячник. У назві протоки-озера Садового увічнено ім'я діда Олексія Сала, який колись давно служив в армії, був освіченим і мав на Десні водяного млина.

### Сьогодення:
В селі проживає 1162 особи: жінок — 616, чоловіків — 546, людей працездатного віку — 464, дітей — 174, пенсіонерів — 526. Зайнято у виробництві в селі — 187, виїздять на роботу в інші населені пункти — 91, тимчасово не працюють — 132. Середній освітній рівень — середня освіта. Середня заробітна плата 165 грн[коли?].
Лінії електропередач Броварського РЕМ. Найближча електростанція в с. Літки.
Газопостачальна магістраль від с. Богданівка, один розподільний пункт.
Водозабезпечення місцеве — одна водонапірна башта.
Каналізаційних станцій та очисних споруд немає.
Місце сміттєзвалища — 0,5 га.
Телефонних номерів — 36, АТС знаходиться в с. Літки, відстань — 6 км.
На території сільської ради розташоване приватне сільськогосподарське підприємство «Придеснянське», в якому нараховується сільськогоспродарських угідь 1376,3 га. Основна продукція, яка виробляється за рік — зерно — 420 т, овочі — 150 т, сіно — 300 т, молоко — 267 т, м'ясо — 18 т.
Фермерське господарство «Слюзалек» використовує 11,4 га угідь, господарство Богачука — 50 га.
В селі розташоване господарство «Бананова ферма» — оранжерея тропічних рослин.

## Інфраструктура
Село має восьмирічну школу, будинок культури, бібліотеку.

## Відомі люди
В селі народились:
- Ячнік Сергій Федорович — радянський військовик, учасник німецько-радянської війни, Герой Радянського Союзу
- Колісник Володимир Григорович[ru] — радянський військовик, учасник німецько-радянської війни, Герой Радянського Союзу.

## Галерея

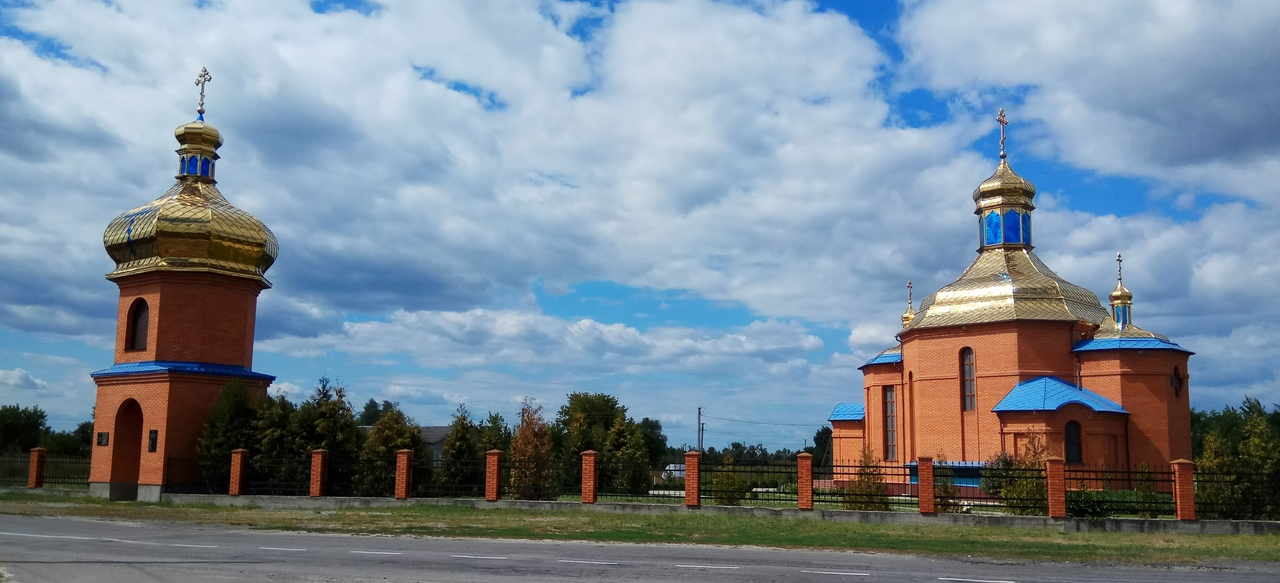
Храм Різдва Богородиці УПЦ
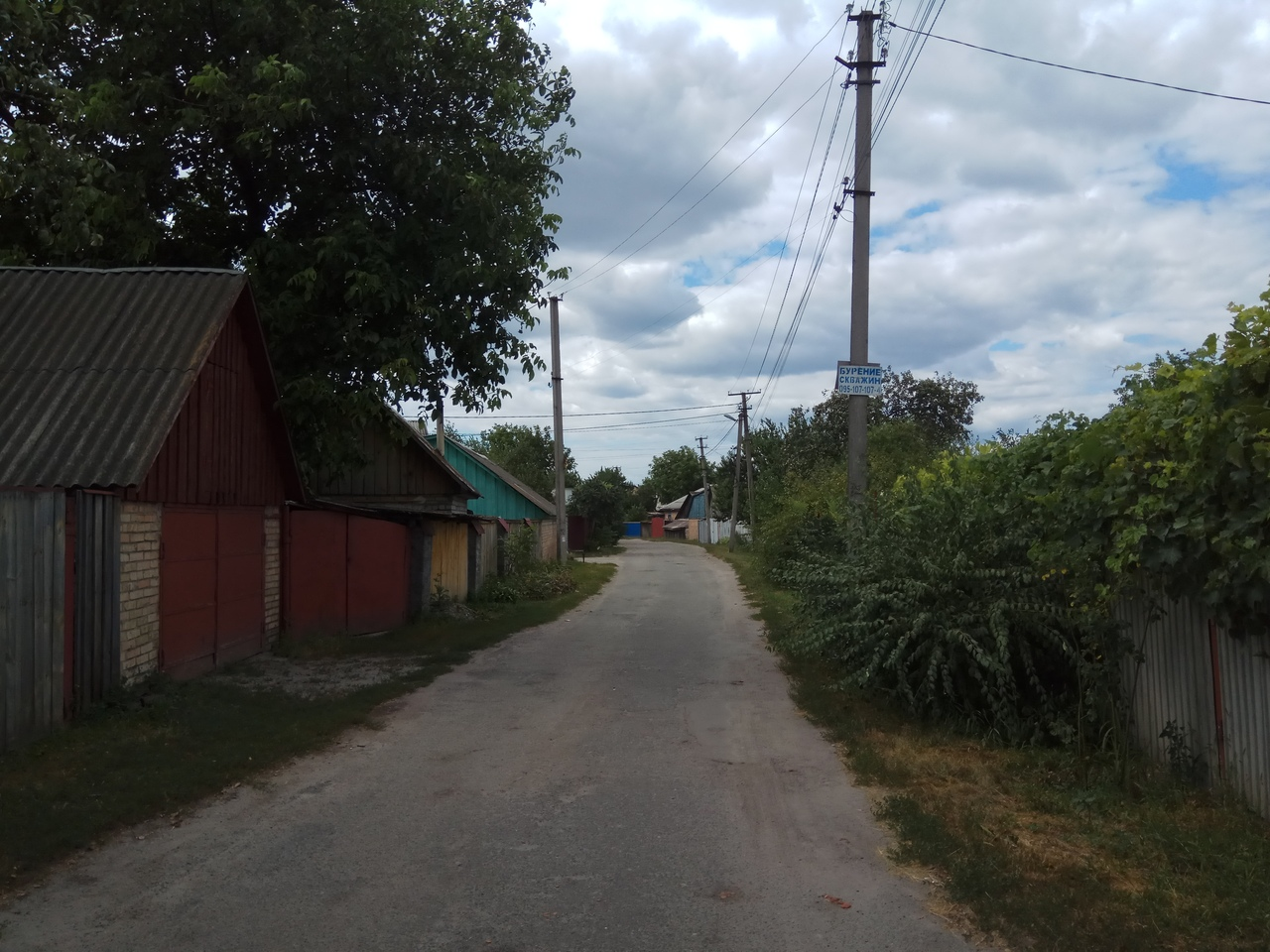
Вулиця в Рожнах
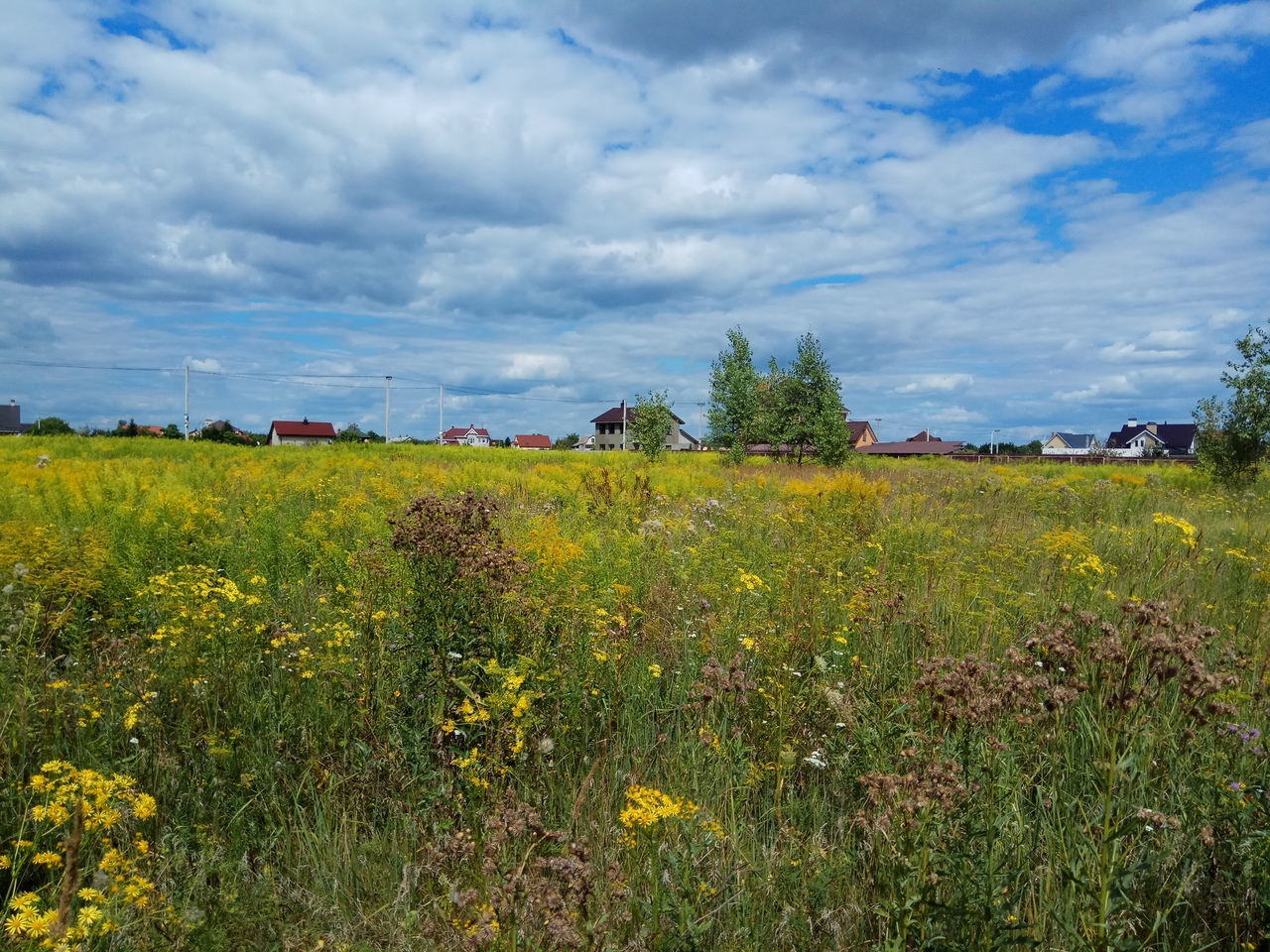
Рожни з в'їзду в село
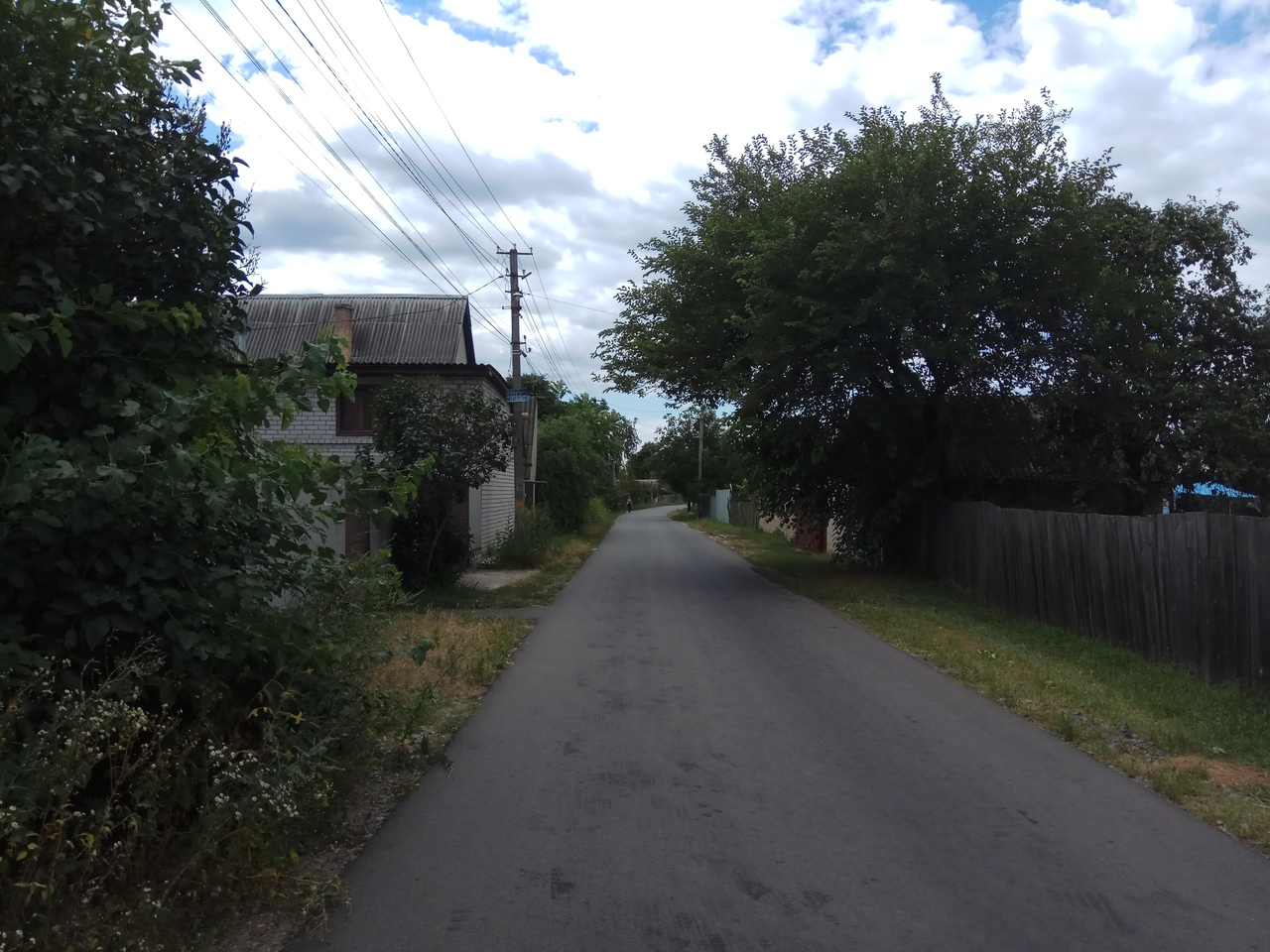
Вулиця в Рожнах
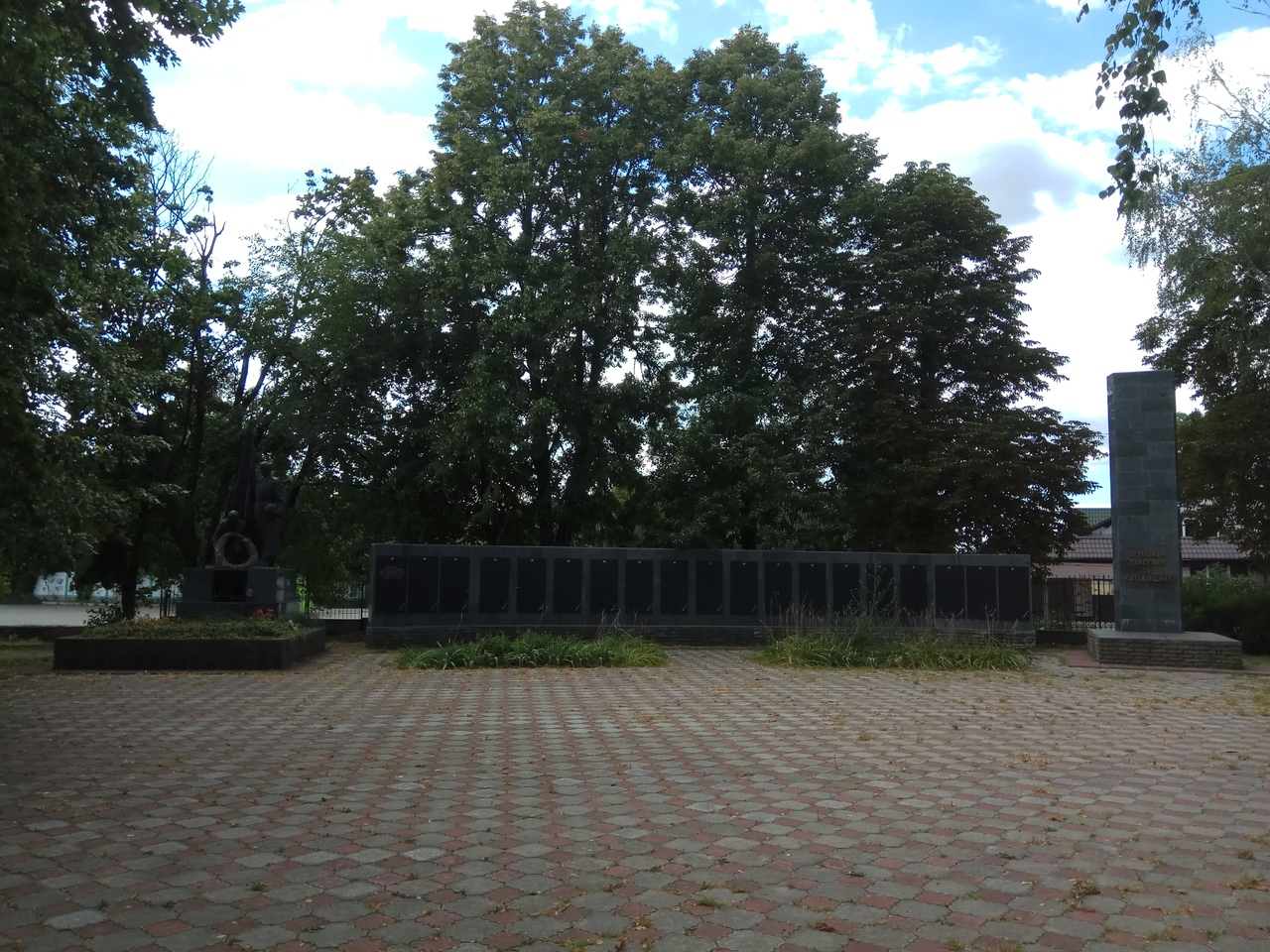
Пам'ятник загиблим в Другій світовій війні